# Euphonic Records
Euphonic Records ist ein Musiklabel, das im Frühjahr 1997 von den beiden Produzenten Ralph Kyau und Steven Moebius Albert gegründet wurde. Der Name leitet sich vom Begriff „Euphonie“ (Wohlklang) ab. Euphonic Records ging aus dem Vinyllabel Harmony Recordings hervor, das seit 1994 existierte. Die Veröffentlichungen sind fast ausschließlich dem Genre Trance zuzuschreiben. Der Firmensitz befindet sich in der sächsischen Stadt Löbau.
Neben ihrem eigenen Tranceprojekt Kyau & Albert haben von Beginn an auch Sonorous, Ronski Speed und Mirco de Govia Platten auf euphonic veröffentlicht. In den folgenden zehn Jahren kamen weitere Künstler wie zum Beispiel Stoneface & Terminal und Marc Marberg hinzu. Außerdem arbeitet euphonic eng mit Anjunabeats zusammen, veröffentlicht die Musik von Above & Beyond exklusiv in Deutschland. In Großbritannien wiederum erscheinen die Platten von Kyau & Albert auf dem britischen Label.

## Veranstaltungen
2004 und 2005 veranstaltete euphonic monatlich eine Party in Berlin unter dem Namen euphonic night. Neben den labeleigenen DJs legte jedes Mal ein Gast auf, so etwa Ben Lost, Above & Beyond oder Super8. Mittlerweile finden die Berliner euphonic nights nur noch unregelmäßig statt.